# 刘锟
刘锟（1922年—？），男，陕西西安人，中国胸心外科专家，曾任中国人民解放军第四军医大学教授、博士生导师。